# Sarbanissa albifascia
Sarbanissa albifascia är en fjärilsart som beskrevs av Walker 1865. Sarbanissa albifascia ingår i släktet Sarbanissa och familjen nattflyn. Inga underarter finns listade.